# Т-27
Танкетата Т-27 е лек танк от 30-те години на 20 век.

## История
Първият опит за създаването на руска танкета е направен през 1919 г. от инженер Максимов. Машината, с име „Щитоноска“, е въоръжена с една кратечница, а стрелецът-водач е разположен в положение лежешком.
Приетите в края на 20-те години на 20 век Програмни принципи за създаването на съветски бронетанкови войски предвиждат разработавнето и производството на малък разузнавателен танк (танкета), разузнаване и съвместни действия с танка Т-18.
В периода 1927 – 1930 г. на базата на Т-16 (предшественик на танка МС-1) са проектирани танкетите Т-17, Т-21 (проект), Т-23 и Т-25 (проект). Планирано е производството на Т-23 в два варианта – без купол и с въртящ се купол. И четирите машини не стигат по-далеч от построяването на опитни прототипи. Поради липсата на време е решено да се купи лиценз за производство на серийно произвеждана машина. Изборът пада върху английската танкета „Карден-Лойд“ Мк VI.
През 1930 г. СССР купува от Англия около 26 танкети „Карден-Лойд“ Мк VI (по руските стандарти 25-В или К-25). Предвидено е в периода 1930 – 1931 г. Автозавод № 2 да произведе 400 машини. Преди започването на серийно производство са направени промени в ходовата част, внесени са изменения в габаритите на машината, направена е промяна в креплението и установката на картечницата и др.
Поради това, че в конструкцията на танкетата се направени голям брой изменения тя е преименувана под името Т-27. Приета е на въоръжение в средата на февруари 1931 г. Производството започва едновременно в няколко завода, като основен от тях е Завод №37.
Първоначалното насищане с танкети на войските изиграва положителна роля, но поради технически проблеми и появата на по-модерна бойна техника темповете на производство значително намлаят. В началото на 1937 г. на въоръжение в Червената армия има 2547 танкети.
По искане на военните, с цел увеличаване на тактическите възможности на Т-27, са направени няколко модификации, които не са много успешни.

## Тактико-технически данни
Корпусът на Т-27 е направен от ковани бронирани листове закрепени чрез нитове и частично заварени. В горната му част има два правоъгълни люка затваряни с капак. За водене на наблюдение в горната предна част на корпуса и от двете страни са изрязани процепи. До височина 400 мм корпусните листове са нитовани по специална технология, което осигурява водонепроницаемост на машината при преминаването и през брод.
Въоръжението се състои от 7,62 мм картечница ДТ обр.1929 г. с боекомплектът от 28 пълнителя, разположени на специални стелажи. Средства за вътрешна или външна връзка не са монтирани. Връзката между отделните машини или подразделения е поддържана със система от сигнални флагове, типично за съветските бронетанкови подразделения по онова време.
Силовата установка е монтиран с маховика напред 4-цилиндров карбураторен двигател с течно охлаждане ГАЗ-АА (Форд-АА) с мощност 40 к.с.
Екипажът се състои от двама души – командир-стрелец и механик-водач.

## Бойно използване
Танкетата е въведена на въоръжение в разузнавателните подразделения от състава на механизираните войски. До края на 1932 г. са сформирана 65 батальона танкети (около 50 машини в батальон). След няколко години батальоните са редуцирани до 23.
През март 1930 г. е създаден моторизиран въздушно-десантен отряд въоръжен с Т-27, а вече през 1933 г. всеки въздушно-десантен батальон има рота въоръжена с Т-27. На военни маневри през 1935 г. е направена демонстрация с транспортиране на Т-27 от тежките бомбардировачи ТБ-1 и ТБ-3.
Най-успешно танкетите са използвани при борбата с басмачите в Средна Азия – пустинята Каракум. В края на 30-те години на миналия век са изтеглени от бойна служба и са предадени на центровете за подготовка на механик-водачи. Неголям брой е предаден на ОСОАВИАХИМ. Голяма част са превърнати във влекачи за 37 мм и 45 мм оръдия.
По някои данни към януари 1941 г. в състава на Червената армия все още е имало около 2000 Т-27, част от които взема участие в началната фаза на Втората световна война.

## Модификации
- ТТ-27 – Телеуправляем прототип на Т-18. Монтаирана е система за дистанционно управление „Мост1“.
- ОТ-27. Огнеметена танкета. Произведени са 164 машини.
- 37 мм САУ Т-27. Отличава се от базовата машина с незначителни изменения в ходовата част и корпуса. За превоз на боекомпелкта е създаден специален гъсеничен прицеп. Произведен е малък брой машини от два вида – само с оръдие и с оръдие и картечница.
- 76 мм САУ Т-27. Оръдието е монтирано на една танкета, а разчета и боекомплекса се превозва на друга. Произведен малък брой машини в периода 1933 – 1934 г.
- 76 мм БО Т-27. Бронирано безоткатно оръдие. Издържа полигонните изпитания и е прието на въоръжение. От войските дават крайно слаба оценка на машината и тя е спряна от производство.